# Augustin Daniel Belliard
Augustin Daniel Belliard (Fontenay-le-Comte, 25 mei 1769 - Brussel, 28 januari 1832) was een Frans generaal en diplomaat die een belangrijke rol gespeeld heeft in het ontstaan van het Belgisch koninkrijk.

## Carrière
De in de Vendée geboren Belliard werd tijdens zijn studie in Poitou enthousiast deelnemer aan de net uitgebroken Franse Revolutie. Hij vertegenwoordigde zijn geboortedorp Fontenay-le-Comte op het Fête de la Fédération in Parijs in 1790, en trad vervolgens toe tot het leger, het Armée du Nord onder generaal Dumoriez. Hij bereikte daar de officiersstatus, en vocht mee bij de slagen van Valmy, Jemappes en Neerwinden.

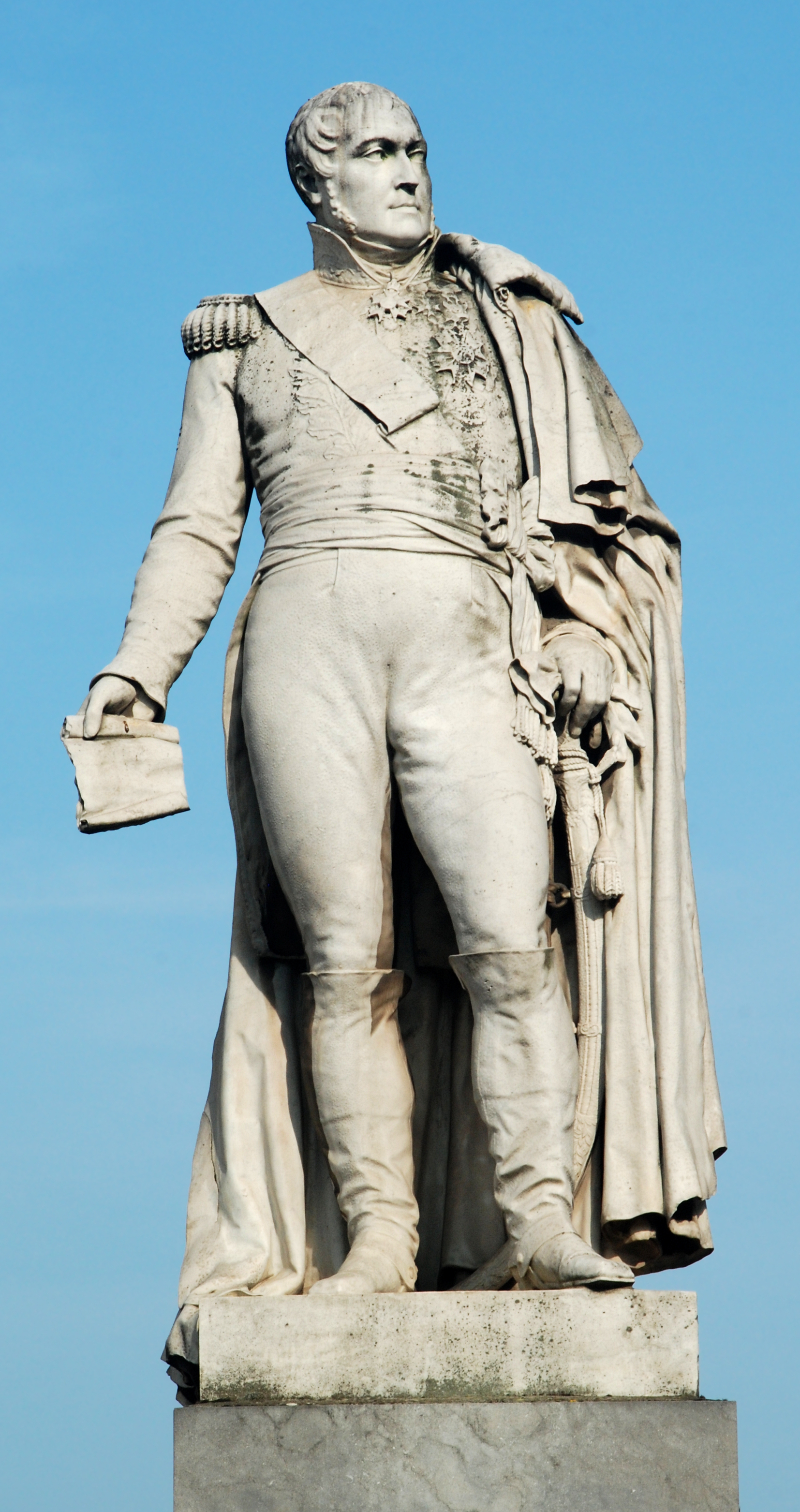
Standbeeld van generaal Belliard in Brussel (Willem Geefs, 1838).

Na een mislukte putschpoging van Dumouriez in april 1793 keerde Belliard terug naar Parijs, en meldde zich daar aan als gewoon soldaat in het leger van Hoche, en nam deel aan de campagnes in Italië en Egypte, alwaar hij al snel weer in rang opklom. Bij zijn terugkeer in Frankrijk in 1801 werd hij benoemd tot divisiegeneraal, en werd vervolgens naar Brussel gestuurd als militair gouverneur van het Dijledepartement.
In 1804 keerde hij terug in actieve dienst, en diende onder meer in Spanje, en nam ook deel aan de veldtocht van Napoleon naar Rusland. Tijdens de Honderd Dagen koos hij de zijde van Napoleon, hetgeen hem niet belette om later nog verder carrière te maken onder het regime van de Bourbons.
Na de Belgische Revolutie werd Belliard als Frans ambassadeur naar Brussel gestuurd in opvolging van Bresson. De keuze voor deze gerenommeerde militair met liberale overtuigen, die bovendien positieve herinneringen had nagelaten als commandant in Brussel van 1802 tot 1805, viel in goede aarde. Hij kwam aan op 5 maart 1831 en ging zetelen in de Conferentie van Londen, die de jonge staat een ultimatum had gesteld voor 10 mei. Met de regent Surlet de Chokier had hij een goede verstandhouding, hoewel hij hem eerder als een brave borst behandelde. Belliard was nauw betrokken bij de koningskeuze. Na het mislukken van het complot om kroonprins Willem Frederik op de Belgische troon te krijgen en de afwijzing van de door het congres gesteunde kandidaat Lodewijk van Orléans, zagen Engeland en Frankrijk in dat ze tot een vergelijk moesten komen. In overleg tussen Belliard en Ponsonby kwam Leopold van Saksen-Coburg en Gotha uit de bus. Deze Duitse prins met Engelse aanverwanten zou een Franse bruid krijgen. Belliard regelde mee het huwelijk met Louise Marie van Orléans. Ondertussen dreigde de Tiendaagse Veldtocht in augustus 1831 het opstandige Zuiden weer onder Nederlandse controle te brengen. Belliard kwam tussen met uiterste spoed om dit te beletten. Hij was instrumenteel in het snelle oprukken van 50.000 Franse manschappen en repte zich zelf naar het strijdtoneel in Leuven. Vervolgens droeg hij er ook toe bij dat de kamers en de regering-De Mûelenaere op 15 november 1831 het Verdrag der XXIV Artikelen onderschreven, waarin België door de gebleken militaire zwakte grote delen van Limburg en Luxemburg diende af te staan. Met zijn omzichtige houding ten aanzien van het plan om de forten van Philippeville en Mariembourg aan Frankrijk te schenken, wierp Belliard zich nog een laatste keer op als verzoener.
Nadat de rust in België was weergekeerd werd Belliard benoemd tot ambassadeur in Spanje, maar voordat hij daarnaartoe had kunnen reizen overleed hij, onverwachts, op 28 januari 1832 in het Warandepark in Brussel.

## Eerbetoon
Kort na zijn dood werd in Brussel een standbeeld voor Belliard opgericht. Een straat en de een tunnel zijn er naar hem vernoemd. Ook in Antwerpen en Parijs dragen straten de naam van deze generaal. In zijn geboorteplaats Fontenay-le-Comte kreeg hij een plein.

## Publicatie
- Mémoires du comte Belliard, lieutenant-général, pair de France, écrits par lui-même, 1842 (vol. I, vol. II, vol. III)